# Juna
Juna ist ein weiblicher Vorname unbekannter Herkunft.

## Herkunft und Bedeutung
Die Herkunft des Namens Juna ist nicht endgültig geklärt.
Möglicherweise handelt es sich um eine eingedeutschte Schreibweise des japanischen Frauennamens Yūna. Der Name setzt sich aus den Elementen 優 yū mit der Bedeutung „Exzellenz“, „Überlegenheit“, „Sanftheit“; bzw. 柚 yū mit der Bedeutung „Pampelmuse“, „Zitrusfrucht“ und dem Element 菜 na mit der Bedeutung „Gemüse“, bzw.  奈 na, einem phonetischen Buchstaben zusammen.
Eine andere Vermutung ist, dass es sich um eine Variante von Junia „zur Juno gehörig“ handelt.

## Verbreitung
Der Name Juna erfreut sich seit wenigen Jahren großer Beliebtheit in Deutschland. Von 2010 bis 2021 stieg er in der geschlechterübergreifenden Hitliste von Rang 636 auf Rang 98 auf.  Im Jahr 2021 lag er bereits auf Rang 34 der beliebtesten Mädchenvornamen.

## Varianten
- Yuna
- Youna
- Yūna
- Junia
- Juno